# Marten de Roon
Marten de Roon (Zwijndrecht, Países Bajos, 29 de marzo de 1991) es un futbolista neerlandés que juega en la posición de centrocampista en el Atalanta B. C. de la Serie A de Italia.

## Trayectoria

### Comienzos
En su juventud, de Roon empezó a jugar a fútbol en su país, donde tuvo dos periplos. Primero en el ASWH, para más tarde pasar seis años en las categorías inferiores del Feyenoord, hasta que hizo su debut oficial en la Eredivisie enrolado en el Sparta Rotterdam.

### Carrera local
Tras el buen papel en las filas del Sparta Rotterdam, atrajo el interés de otros equipos neerlandeses, siendo el SC Heerenveen de Van Basten el que consiguió ficharlo.
En su segunda temporada, se alzó con la capitanía, y ya bajo el mando de Dwight Lodeweges formó el corazón de "El orgullo de Frisia" junto a Joey Van den Berg.
Aunque en febrero de 2015 renueva hasta 2017, en verano de 2015 se marcha al conjunto italiano Atalanta Bergamasca Calcio, donde firma hasta 2019.

### Atalanta
El 11 de julio de 2015 se anunció su fichaje por el Atalanta. En su primera temporada jugó 36 partidos y marcó 2 goles.

## Selección nacional
Fue convocado tres veces con la selección neerlandesa sub-19, consiguiendo un tanto. También ha sido internacional absoluto con la selección de fútbol de los Países Bajos.

### Participaciones en Copas del Mundo
| Copa                           | Sede  | Resultado        | Partidos | Goles |
| ------------------------------ | ----- | ---------------- | -------- | ----- |
| Copa Mundial de Fútbol de 2022 | Catar | Cuartos de final | 5        | 0     |

### Participaciones en Eurocopas
| Eurocopa      | Sede   | Resultado        | Partidos | Goles |
| ------------- | ------ | ---------------- | -------- | ----- |
| Eurocopa 2020 | Europa | Octavos de final | 3        | 0     |

## Estadísticas

### Clubes
Actualizado al último partido disputado el 23 de mayo de 2025.
| Club                              | Div.          | Temporada     | Liga  | Liga  | Liga   | Copas nacionales | Copas nacionales | Copas nacionales | Copas internacionales | Copas internacionales | Copas internacionales | Total | Total | Total  |
| Club                              | Div.          | Temporada     | Part. | Goles | Asist. | Part.            | Goles            | Asist.           | Part.                 | Goles                 | Asist.                | Part. | Goles | Asist. |
| --------------------------------- | ------------- | ------------- | ----- | ----- | ------ | ---------------- | ---------------- | ---------------- | --------------------- | --------------------- | --------------------- | ----- | ----- | ------ |
| Sparta de Róterdam · Países Bajos | 1.ª           | 2009-10       | 4     | 0     | 0      | 0                | 0                | 0                | —                     | —                     | —                     | 4     | 0     | 0      |
| Sparta de Róterdam · Países Bajos | 2.ª           | 2010-11       | 27    | 0     | 1      | 0                | 0                | 0                | —                     | —                     | —                     | 27    | 0     | 1      |
| Sparta de Róterdam · Países Bajos | 2.ª           | 2011-12       | 30    | 2     | 3      | 3                | 0                | 0                | —                     | —                     | —                     | 33    | 2     | 3      |
| Sparta de Róterdam · Países Bajos | Total club    | Total club    | 61    | 2     | 4      | 3                | 0                | 0                | 0                     | 0                     | 0                     | 64    | 2     | 4      |
| S. C. Heerenveen · Países Bajos   | 1.ª           | 2012-13       | 26    | 1     | 1      | 2                | 0                | 0                | 4                     | 1                     | 0                     | 32    | 2     | 1      |
| S. C. Heerenveen · Países Bajos   | 1.ª           | 2013-14       | 32    | 3     | 0      | 3                | 0                | 0                | —                     | —                     | —                     | 35    | 3     | 0      |
| S. C. Heerenveen · Países Bajos   | 1.ª           | 2014-15       | 36    | 1     | 2      | 1                | 0                | 0                | —                     | —                     | —                     | 37    | 1     | 2      |
| S. C. Heerenveen · Países Bajos   | Total club    | Total club    | 94    | 5     | 3      | 6                | 0                | 0                | 4                     | 1                     | 0                     | 104   | 6     | 3      |
| Atalanta B. C. · Italia           | 1.ª           | 2015-16       | 36    | 1     | 2      | 1                | 1                | 0                | —                     | —                     | —                     | 37    | 2     | 2      |
| Middlesbrough F. C. Inglaterra    | 1.ª           | 2016-17       | 33    | 4     | 0      | 2                | 1                | 0                | —                     | —                     | —                     | 35    | 5     | 0      |
| Middlesbrough F. C. Inglaterra    | 2.ª           | 2017-18       | 1     | 0     | 0      | —                | —                | —                | —                     | —                     | —                     | 1     | 0     | 0      |
| Middlesbrough F. C. Inglaterra    | Total club    | Total club    | 34    | 4     | 0      | 2                | 1                | 0                | 0                     | 0                     | 0                     | 36    | 5     | 0      |
| Atalanta B. C. · Italia           | 1.ª           | 2017-18       | 34    | 3     | 2      | 4                | 0                | 1                | 8                     | 0                     | 0                     | 46    | 3     | 3      |
| Atalanta B. C. · Italia           | 1.ª           | 2018-19       | 35    | 2     | 3      | 4                | 1                | 0                | 5                     | 0                     | 0                     | 44    | 3     | 3      |
| Atalanta B. C. · Italia           | 1.ª           | 2019-20       | 35    | 2     | 5      | 1                | 0                | 0                | 9                     | 0                     | 0                     | 45    | 2     | 5      |
| Atalanta B. C. · Italia           | 1.ª           | 2020-21       | 35    | 1     | 1      | 5                | 0                | 1                | 6                     | 0                     | 0                     | 46    | 1     | 2      |
| Atalanta B. C. · Italia           | 1.ª           | 2021-22       | 30    | 3     | 0      | 2                | 0                | 0                | 12                    | 0                     | 1                     | 44    | 3     | 1      |
| Atalanta B. C. · Italia           | 1.ª           | 2022-23       | 35    | 3     | 1      | 2                | 0                | 0                | —                     | —                     | —                     | 37    | 3     | 1      |
| Atalanta B. C. · Italia           | 1.ª           | 2023-24       | 30    | 0     | 5      | 5                | 0                | 0                | 11                    | 0                     | 0                     | 46    | 0     | 5      |
| Atalanta B. C. · Italia           | 1.ª           | 2024-25       | 37    | 4     | 4      | 3                | 0                | 0                | 11                    | 1                     | 0                     | 51    | 4     | 5      |
| Atalanta B. C. · Italia           | Total club    | Total club    | 284   | 18    | 19     | 24               | 2                | 2                | 56                    | 0                     | 1                     | 396   | 21    | 27     |
| Total carrera                     | Total carrera | Total carrera | 470   | 28    | 26     | 35               | 3                | 2                | 60                    | 1                     | 1                     | 592   | 36    | 34     |

## Palmarés

### Títulos internacionales
| Título                 | Equipo         | Sede   | Año  |
| ---------------------- | -------------- | ------ | ---- |
| Liga Europa de la UEFA | Atalanta B. C. | Dublín | 2024 |